# Rhabdomastix satipoensis
Rhabdomastix satipoensis är en tvåvingeart som beskrevs av Alexander 1944. Rhabdomastix satipoensis ingår i släktet Rhabdomastix och familjen småharkrankar.
Artens utbredningsområde är Peru. Inga underarter finns listade i Catalogue of Life.